# ریان لانگ
ریان لانگ ( انگلیسی: Rien Long؛ زادهٔ ۷ اوت ۱۹۸۱) بازیکن فوتبال آمریکایی در پست Defensive tackle ارمنی‌تبار اهل ایالات متحده آمریکا است.

## باشگاهی
از باشگاه‌هایی که در آن بازی کرده‌است می‌توان به تنسی تایتانز اشاره کرد.

## زندگی‌نامه
وی در ۷ اوت ۱۹۸۱ در لس آنجلس، کالیفرنیا به دنیا آمد د.